# Vladimir Moskvičëv
Vladimir Andreevič Moskvičëv (in russo Владимир Андреевич Москвичёв?; traslitterazione anglosassone: Vladimir Andreyevich Moskvichyov; Mosca, 2 marzo 2000) è un calciatore russo, centrocampista dell'Akron Togliatti in prestito dalla Torpedo Mosca.

## Caratteristiche tecniche
È un mediano.

## Carriera

### Club
Cresciuto nel settore giovanile della Dinamo Mosca, ha esordito in prima squadra il 26 settembre 2018 disputando l'incontro di Kubok Rossii vinto 1-0 contro la Torpedo Mosca.